# لامينارية
لامينارية (الاسم العلمي: Laminariaceae) هي فصيلة من الطلائعيات تتبع رتبة اللاميناريات من طائفة الطحالب بنية.

## أجناس
- لاميناريا